# Marcos Martínez

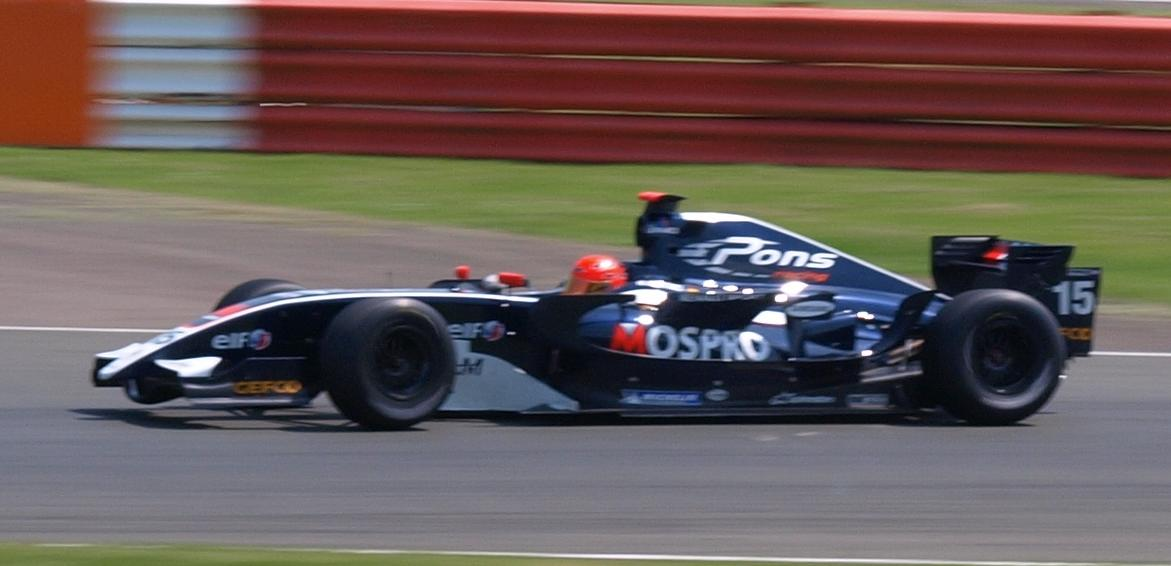
Martínez in actie op Silverstone (2008)

Marcos Martínez Ucha (Madrid, Spanje, 15 oktober 1985) is een Spaans autocoureur.

## Loopbaan
Martínez nam tussen 1998 en 2002 deel aan karting voordat hij opklom naar de Spaanse Formule Junior. Hij zou hier drie jaar blijven, met wisselend succes. In 2005 verhuisde hij naar het Spaanse Formule 3 kampioenschap voor het team Racing Engineering en behaalde de tweede plaats in de B-klasse. In 2006 reed hij in de A-klasse, met een overwinning in Cheste, Valencia. Ondertussen nam hij deel aan 3 races in de Formule Renault 3.5 Series, waarin hij in een race als tweede finishte. In 2007 reed hij ook in de Spaanse Formule 3 met het team Novoteam. Na 3 raceweekenden verhuisde hij naar Tec-Auto voor een mogelijke verbetering in het kampioenschap.
Hij nam deel aan het tweede deel van het GP2-seizoen 2007 voor het team Racing Engineering, naast Javier Villa en als vervanger van Ernesto Viso. Hij nam niet deel aan het eerste raceweekend omdat hij zich niet binnen 107% van de pole positiontijd kwalificeerde.
In 2008 ging hij weer fulltime in de Formule Renault 3.5 rijden, nu voor het team Pons Racing en naast Máximo Cortés en bleef hier in 2009. Zijn seizoen begon met twee overwinningen op het Circuit de Catalunya. Op Spa-Francorchamps plakte hij hier nog een derde overwinning aan vast. Halverwege het kampioenschap lag hij aan de leiding, waardoor hij een test bij het Formule 1-team van Renault op Silverstone kreeg. In dat weekend behaalde hij nog een vierde overwinning, maar scoorde daarna geen enkel punt meer, waardoor hij in het kampioenschap zakte naar de zevende plaats.

## GP2 resultaten
| Jaar | Inschrijving       | 1       | 2       | 3       | 4       | 5       | 6       | 7       | 8       | 9       | 10      | 11      | 12         | 13         | 14         | 15         | 16         | 17         | 18         | 19         | 20        | 21         | Rang | Punten |
| ---- | ------------------ | ------- | ------- | ------- | ------- | ------- | ------- | ------- | ------- | ------- | ------- | ------- | ---------- | ---------- | ---------- | ---------- | ---------- | ---------- | ---------- | ---------- | --------- | ---------- | ---- | ------ |
| 2007 | Racing Engineering | BHR FEA | BHR SPR | ESP FEA | ESP SPR | MON FEA | FRA FEA | FRA SPR | GBR FEA | GBR SPR | GER FEA | GER SPR | HUN FEA NQ | HUN SPR NQ | TUR FEA 13 | TUR SPR NF | ITA FEA NF | ITA SPR NF | BEL FEA NF | BEL SPR NF | VAL FEA 4 | VAL FEA 22 | 22   | 5      |